# Obtusicauda dolychosiphon
Obtusicauda dolychosiphon är en insektsart. Obtusicauda dolychosiphon ingår i släktet Obtusicauda och familjen långrörsbladlöss.

## Underarter
Arten delas in i följande underarter:
- O. d. praecellens
- O. d. dolychosiphon